# Talmassons
Talmassons é uma comuna italiana da região do Friuli-Venezia Giulia, província de Udine, com cerca de 4.105 habitantes. Estende-se por uma área de 42 km², tendo uma densidade populacional de 98 hab/km². Faz fronteira com Bertiolo, Castions di Strada, Lestizza, Mortegliano, Pocenia, Rivignano.

## Demografia
| Variação demográfica do município entre 1861 e 2011                               |
|                                                                                   |
| Fonte: Istituto Nazionale di Statistica (ISTAT) - Elaboração gráfica da Wikipedia |